# Shark River Hills
Shark River Hills és una concentració de població designada pel cens dels Estats Units a l'estat de Nova Jersey. Segons el cens del 2000 tenia 3.878 habitants.

## Demografia
Segons el cens del 2000, Shark River Hills tenia 3.878 habitants, 1.509 habitatges, i 1.106 famílies. La densitat de població era de 1.782,5 habitants/km².
Dels 1.509 habitatges en un 30,6% hi vivien nens de menys de 18 anys, en un 62,7% hi vivien parelles casades, en un 8,1% dones solteres, i en un 26,7% no eren unitats familiars. En el 21,5% dels habitatges hi vivien persones soles el 7% de les quals corresponia a persones de 65 anys o més que vivien soles. El nombre mitjà de persones vivint en cada habitatge era de 2,57 i el nombre mitjà de persones que vivien en cada família era de 3,03.
Per edats la població es repartia de la següent manera: un 22,3% tenia menys de 18 anys, un 5,5% entre 18 i 24, un 30,8% entre 25 i 44, un 28,4% de 45 a 60 i un 13% 65 anys o més.
L'edat mediana era de 41 anys. Per cada 100 dones de 18 o més anys hi havia 92,7 homes.
La renda mediana per habitatge era de 68.508 $ i la renda mediana per família de 71.591 $. Els homes tenien una renda mediana de 57.950 $ mentre que les dones 35.938 $. La renda per capita de la població era de 31.196 $. Aproximadament l'1,4% de les famílies i l'1,9% de la població estaven per davall del llindar de pobresa.

## Poblacions més properes
El següent diagrama mostra les poblacions més properes.